# Romet Jaguar

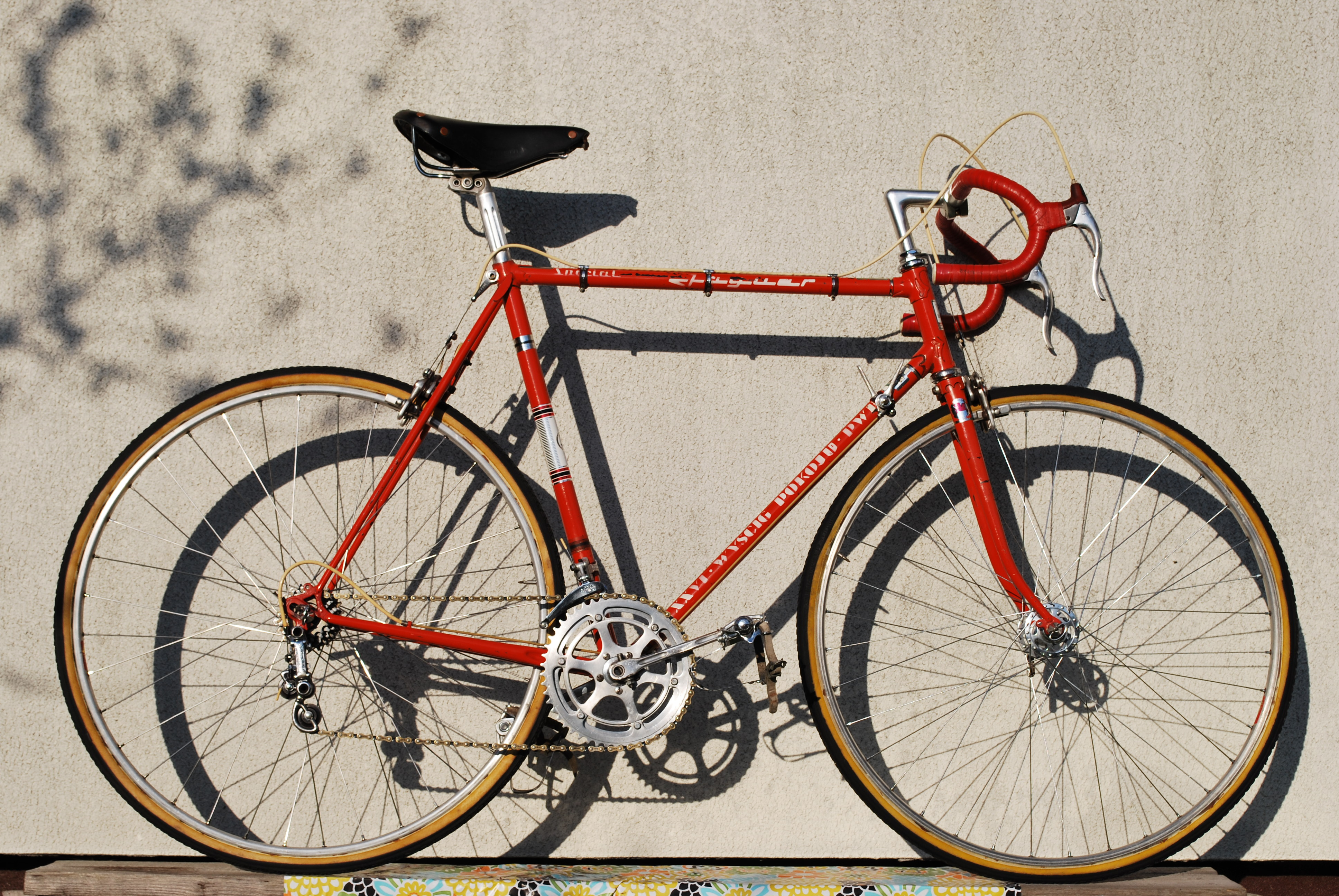
Romet Jaguar

Romet Jaguar – rodzina szosowych rowerów wyścigowych produkowanych w zakładach Romet w latach 1954–1981.

## Historia
W kwietniu 1953 roku na terenie Rometu powołano komórkę, której zadaniem była produkcja rowerów wyścigowych. Pierwszym wyścigowym modelem był rower Bałtyk, a w związku ze zwiększeniem zapotrzebowania, w połowie 1954 roku przystąpiono do produkcji doskonalszego modelu. Jaguar zadebiutował podczas Wyścigu Dookoła Polski i został uznany przez władze PZK jako rower, na którym będą ścigać się reprezentanci Polski w Wyścigu Pokoju w 1956 roku.

## Modele
Jaguar Standard – podstawowy model Jaguara. W latach 80. produkowano około 3500 sztuk pojazdów tego typu.
Jaguar Specjal – model przeznaczony dla zawodników kadry narodowej, stosowano do nim osprzęt firm Campagnolo, Cinelli, Clément Cycles. Rama na rurach Reynolds, hamulce Mafac, siodło Brooks Profesional, wolnobieg 5-rzędowy Regina.
Jaguar Super – od modelu Specjal odróżniało go zastosowanie lżejszych rur. W połowie lat 80. produkowano rocznie około 60 sztuk tego modelu.